# Post-punk revival
Post-punk revival (określany też jako new wave revival, garage rock revival lub new rock revolution) – gatunek rocka alternatywnego, który rozwijał się pod koniec lat 1990. i na początku XXI wieku, czerpiący inspirację z brzmienia i estetyki garage rocka, post punk i new wave. 
Główny udział w komercyjnym sukcesie gatunku miały cztery zespoły: The Strokes, wywodzący się z nowojorskiej sceny, ze swoim debiutanckim albumem Is This It; The White Stripes z Detroit (album White Blood Cells); The Hives ze Szwecji (album Your New Favourite Band) oraz The Vines z Australii (album Highly Evolved). Wskrzeszenie post punka okazało się jednak dość krótkotrwałe. Do końca pierwszej dekady XXI w. wiele zespołów zaliczanych do tego ruchu muzycznego rozpadło się, ograniczyło działalność lub zajęło się innymi gatunkami i tylko nieliczne miały wpływ na listy przebojów.